# Crash Course (2001)
Crash Course – pierwsza z cyklu składanek zespołu Marillion. Służy ona pokazaniu potencjalnemu słuchaczowi, jaka jest muzyka Marillion.

## Lista utworów
1. This is the 21st Century
2. Rich
3. Afraid of Sunlight
4. A Legacy
5. Under the Sun